# I Luv Money Records
I Luv Money Records ist ein Berliner Hip-Hop-Label in Tempelhof-Schöneberg/Neukölln, das 2001 von King Orgasmus One, Bass Sultan Hengzt, Bushido und D-Bo gegründet wurde.

## Geschichte
Zunächst veröffentlichten Bushido, Kaisa, King Orgasmus One und Bass Sultan Hengzt auf dem Label. 2001 erschien zuerst Bushidos Tape King of KingZ über das Label. Das Tape wurde digital überarbeitet und zuerst 2003 über Aggro Berlin sowie 2005 über ersguterjunge erneut veröffentlicht. Daraufhin folgte ebenfalls 2001 das Deutscha Playa Tape von D-Bo. 2002 veröffentlichte Kaisa sein Solodebüt namens Hassmonsta über I Luv Money Records, sowie das gemeinsame Album Berlin bleibt hart von King Orgasmus One und Bass Sultan Hengzt.
2001 und 2003 trennten sich Bushido, D-Bo und Kaisa von I Luv Money Records. 2004 verließ Bass Sultan Hengzt ebenfalls das Label und wechselte zu Bushidos neu gegründetem Label ersguterjunge.
Nach diversen Veröffentlichungen von King Orgasmus One, Don Shizo, Capo Fiasko, F.A.T. und Serk erschien 2004 Godsillas Album Übertalentiert. Wenig später erschienen drei weitere CDs (Es gibt kein Battle (King Orgasmus One), Orgi Pörnchen 2 Soundtrack (King Orgasmus präsentiert), Asphalt ist kalt (Roulette)). 2005 folgten die Veröffentlichungen Cheetazweedndirtywiggaz (Clickx), die Best-Of-CD Orgi's Greatest Hits - A.N.A.L. (Alles nur aus Liebe) (King Orgasmus), Schmutzige Euros (King Orgasmus One & Godsilla) sowie Orgi Pörnchen 3 (King Orgasmus präsentiert).
Das Label und seine Künstler ist zudem auf der 2005 erschienenen Dokumentation Rap City Berlin-DVD vertreten, die mit 40 Berliner Labels einen Querschnitt der Hip-Hop, Rap und Labelzsene der deutschen Hauptstadt bietet. Sowie auf der dazugehörigen CD Rap City Berlin Die Compilation.
2006 erschien Ready to Rumble (Clickx), Massenhysterie (Godsilla), OrgiAnal Arschgeil (King Orgasmus One), sowie der 4. Teil der Orgi Pörnchen-Reihe Orgi Pörnchen 4 von King Orgasmus. Godsillas erstes Album Übertalentiert erschien 2007 als „Premium Edition“ erneut, gefolgt vom gemeinsamen Album von King Orgasmus One & Godsillas Schmutzige Euros 2.
Im Mai 2007 wurden mit MurdocH und Sera Finale zwei neue Künstler unter Vertrag genommen.
2009 wurde bekannt, dass der Rapper Godsilla das Label verlässt. Als Neuzugang wurde Hollywood Hank, der bereits auf dem 2008 erschienenen ILM Sampler II vertreten war, unter Vertrag genommen.

## Künstler
Derzeit stehen folgende Künstler bei I Luv Money Records unter Vertrag:
- King Orgasmus One
- Atze Bierbong
- Fäbson

ehemalige Künstler
- Bushido
- D-Bo
- Frank White
- Kaisa
- Godsilla (später umbenannt in Silla)
- Bass Sultan Hengzt
- JokA
- Clickx
- Hollywood Hank
- Nicone
- Sera Finale
- Amir
- Jank One
- Smoke M
- Duran Baba & Shievo Bugatti

## Veröffentlichungen
- 2001: Deutscha Playa (D-Bo)

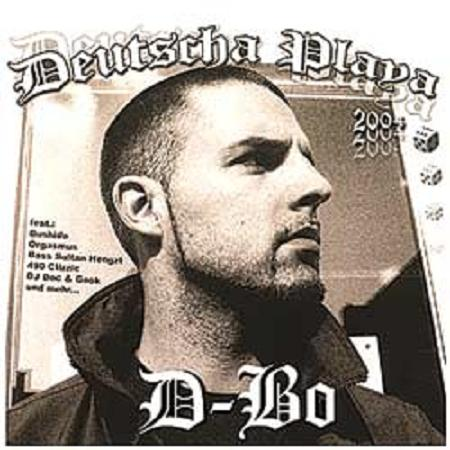
Cover des Albums Deutscha Playa

- 2001: Tag der Abrechnung (King Orgasmus One)
- 2001: King of KingZ (Bushido)
- 2001: I Luv Money Sampler (ILM Records)
- 2002: Mein Kampf (King Orgasmus One)
- 2002: Berlin Bleibt Hart (Orgi 69 und Bass Sultan Hengzt)
- 2002: Im Schatten der Mafia (Soldiers Of Darklife)
- 2002: Hassmonsta (Kaisaschnitt)
- 2003: Fick mich… und halt dein Maul! (King Orgasmus One)
- 2003: Der Weg des Drachen (Don Shizo)
- 2003: Capokalypse (Capo Fiasko)
- 2003: Orgi Pörnchen 1 der Soundtrack (King Orgasmus)
- 2003: Drive-By In E-Moll (F.A.T.)
- 2003: Serkulation (Serk)
- 2004: Übertalentiert (Godsilla)
- 2004: Es gibt kein Battle (King Orgasmus One)
- 2004: Orgi Pörnchen 2 Soundtrack (King Orgasmus präsentiert)
- 2004: Asphalt ist kalt (Roulette)
- 2002: Cheetazweedndirtywiggaz (Clickx)
- 2005: Alles nur aus Liebe (King Orgasmus One)
- 2005: Schmutzige Euros (King Orgasmus One und Godsilla)
- 2005: Orgi Pörnchen 3 (King Orgasmus präsentiert)
- 2006: Ready to rumble (Clickx)
- 2006: Massenhysterie (Godsilla)
- 2006: OrgiAnal Arschgeil (King Orgasmus One)
- 2006: Orgi Pörnchen 4 (King Orgasmus präsentiert)
- 2007: Übertalentiert - Premium Edition (Godsilla)
- 2007: Schmutzige Euros 2 (King Orgasmus One und Godsilla)
- 2007: La petite Mort (King Orgasmus One)
- 2007: Die nächste Kugel im Lauf (Sera Finale)
- 2007: Currywurst mit Darm (King Orgasmus One aka Imbiss Bronko)
- 2007: City Of God (Godsilla)
- 2008: Explosiv (Amir)
- 2008: Orgi Pörnchen 5 (King Orgasmus präsentiert)
- 2008: Best of Pörnchen (King Orgasmus präsentiert)
- 2008: Liebe ist schön (Best of) (King Orgasmus)
- 2008: Gehirnwäsche (JokA)
- 2008: Bronko im Kalorienreich (King Orgasmus aka Imbiss Bronko)
- 2008: I Luv Money Sampler Nr. 2 (Label Compilation)
- 2009: Fleisch hat immer Saison (King Orgasmus aka Imbiss Bronko)
- 2009: La petite Mort 2 (King Orgasmus One)
- 2010: Fremdgehen (Gastparts) (Orgi69 aka King Orgasmus One)
- 2010: La petite Mort 2 - Moderne Sklaverei (King Orgasmus One)
- 2010: JokAmusic (JokA)
- 2010: Rap aus Berlin (King Orgasmus One & Mach One)
- 2011: Silla Instinkt (Silla)
- 2011: M.I.L.F - Mothers I Like To Fuck (King Orgasmus One)
- 2011: Nicotin (Nicone)
- 2011: Folterkeller der Zombienutten (Orgasmus & Schwartz)
- 2012: Friss oda stirb (Chefkoch)
- 2012: Orgi Pörnchen 6 (King Orgasmus präsentiert)
- 2012: Cocain Cowboys (Duran Baba & Shievo Bugatti)
- 2012: Wiederbelebt (Monsterbox) (Silla)
- 2012: Rapcore (Atakan)
- 2012: Fettsack 4 Life (King Orgasmus aka Imbiss Bronko)
- 2013: Orgi Pörnchen 7 (King Orgasmus präsentiert)
- 2013: 2wei Gesichter (Jank One)
- 2013: Selbsttherapie (Smoke M)
- 2013: Love, Peace & Bockwurst (King Orgasmus aka Imbiss Bronko)
- 2013: Krieg (King Orgasmus)
- 2014: Fuck Love EP (King Orgasmus)
- 2015: Mirage Vol. 1 (Zahni & Orgasmus)
- 2015: What da Fuck (King Orgasmus)
- 2017: Fuck You (King Orgasmus)
- 2018: Welcome to the Hood (King Orgasmus One)
- 2021: Manifest (King Orgasmus One)

### Tape/Vinyl
- 2001: King of KingZ (Bushido)
- 2006: I Luv Money Records präsentiert (Promo-Label-Compilation)